# 安廣一哉
安廣 一哉（やすひろ かずや、1976年8月22日 - ）は、日本の男性空手家、キックボクサー、正道会館東大和支部支部長、聖徳学園中学校・高等学校保健体育非常勤講師。北海道旭川市出身。正道会館所属。胴回し回転蹴りを得意とする。

## 来歴
北海道旭川工業高等学校在学中はバドミントン部に所属し、全国大会出場経験もある。高校卒業後、上京し日本体育大学体育学部に入学。
1999年9月26日、大学3年で、正道会館主催の第1回ウエイト制オープントーナメント全日本空手道選手権大会（軽量級）に出場。決勝で村尾健司を破り優勝を果たした。
2000年9月10日、正道会館の第2回ウエイト制オープントーナメント全日本空手道選手権大会（軽量級）に出場。決勝で宮野孝裕を破り2年連続で優勝を果たした。
2001年5月5日、第12回全日本新空手道選手権大会 中量級（75kg以下）に出場。決勝で永井次郎を破り優勝を果たした。
2002年2月11日、K-1初参戦となったK-1 WORLD MAX 2002 〜日本代表決定トーナメント〜の1回戦で後藤龍治と対戦し、2RKO負けを喫した。
2003年3月1日、K-1 WORLD MAX 2003 〜日本代表決定トーナメント〜の1回戦で小比類巻貴之に判定勝ちしたものの、準決勝で武田幸三に判定負け。
2004年7月7日、K-1 WORLD MAXで山本"KID"徳郁と、K-1ルールと総合格闘技ルールがラウンドごとに入れ替わるミックスルールで試合を行った。1Rで得意の右ストレートをヒットさせ、2Rではテイクダウンを奪われたのを逆手にとってグラウンドでのフロントチョークでKIDを苦しめたが、腕ひしぎ十字固めで一本負け。
2005年2月23日、K-1 WORLD MAX 2005 〜日本代表決定トーナメント〜の1回戦で小比類巻貴之と2年ぶりの再戦。あと一歩のところまで追い詰めたが、延長ラウンド1-2で判定負け（会場からブーイングが発生し、「疑惑の判定」と言われるほどの僅差であった）。
2005年5月4日、K-1 WORLD MAX 2005〜世界一決定トーナメント開幕戦〜に推薦出場を果たし、ジャダンバ・ナラントンガラグと対戦。3-0で判定負けするも互角の勝負を展開した。
2005年7月20日、K-1 WORLD MAX 2005〜世界一決定トーナメント〜リザーブファイトでダリウス・スクリアウディスに判定勝利。一回戦第1試合勝者だった魔裟斗の左足首負傷によるドクターストップにより準決勝でアンディ・サワーと対戦し3-0の判定負けを喫した。
2006年2月4日、K-1 WORLD MAX 2006 〜日本代表決定トーナメント〜の1回戦でHAYATOと対戦するも、終始攻められ続け判定負けを喫した。
2006年8月5日、HERO'Sに初参戦し、ミドル級（-70kg）トーナメント準々決勝でハニ・ヤヒーラと総合格闘技ルールで試合を行った。安廣にとってはKID戦以来2年ぶりの総合格闘技の試合であり、序盤にタックルを上手く切るなど総合格闘技への適応力を見せたものの、変型のチョークスリーパーで一本負け。
2006年9月4日、K-1 WORLD MAX 2006 〜世界王者対抗戦〜でアンディ・オロゴンと対戦、攻撃を的確に効かせ、判定勝ち。
2007年2月5日、K-1 WORLD MAX 2007 〜日本代表決定トーナメント〜のリザーブファイトでサトルヴァシコバと対戦し、判定勝ち。アンディ・オロゴンの怪我により、準決勝でTATSUJIと対戦するも判定負け。
2007年3月12日、HERO'S 2007 開幕戦で所英男と対戦し、腕ひしぎ十字固めで一本負け。
2009年度より聖徳学園中学校・高等学校で保健体育の講師も務めている。

## 戦績

### キックボクシング
| キックボクシング 戦績 | キックボクシング 戦績 | キックボクシング 戦績 | キックボクシング 戦績 | キックボクシング 戦績 | キックボクシング 戦績 | キックボクシング 戦績 |
| --------------------- | --------------------- | --------------------- | --------------------- | --------------------- | --------------------- | --------------------- |
| 20 試合               | (T)KO                 | 判定                  | その他                | 引き分け              | 無効試合              |                       |
| 7 勝                  | 0                     | 7                     | 0                     | 0                     | 0                     |                       |
| 13 敗                 | 3                     | 8                     | 0                     | 0                     | 0                     |                       |

| 勝敗 | 対戦相手                     | 試合結果                                  | 大会名                                                                   | 開催年月日     |
| ×    | パク・ウィンヒョン           | 3R終了 判定                               | The Challenger                                                           | 2009年5月30日  |
| ×    | 魏守雷（ウェイ・シュウレイ） | 3R終了 判定0-3                            | 武林風 〜世界拳王争覇賽 in 洛陽II〜                                      | 2009年1月17日  |
| ×    | イ・スファン                 | 3R終了 判定0-3                            | K-1 WORLD MAX 2007 〜世界一決定トーナメント決勝戦〜 【スーパーファイト】 | 2007年10月3日  |
| ×    | TATSUJI                      | 3R終了 判定0-3                            | K-1 WORLD MAX 2007 〜日本代表決定トーナメント〜 【準決勝】               | 2007年2月5日   |
| ○    | サトルヴァシコバ             | 3R終了 判定3-0                            | K-1 WORLD MAX 2007 〜日本代表決定トーナメント〜 【リザーブファイト】     | 2007年2月5日   |
| ○    | アンディ・オロゴン           | 3R終了 判定2-0                            | K-1 WORLD MAX 2006 〜世界王者対抗戦〜                                    | 2006年9月4日   |
| ×    | HAYATO                       | 3R終了 判定0-3                            | K-1 WORLD MAX 2006 〜日本代表決定トーナメント〜 【1回戦】                | 2006年2月4日   |
| ×    | レミギウス・モリカビュチス   | 3R終了 判定0-3                            | K-1 WORLD MAX 2005 〜世界王者対抗戦〜                                    | 2005年10月12日 |
| ×    | アンディ・サワー             | 1R 2:24 TKO                               | K-1 WORLD MAX 2005 〜世界一決定トーナメント決勝戦〜 【準決勝】           | 2005年7月20日  |
| ○    | ダリウス・スクリアウディス   | 2R 0:58 判定3-0                           | K-1 WORLD MAX 2005 〜世界一決定トーナメント決勝戦〜 【リザーブファイト】 | 2005年7月20日  |
| ×    | ジャダンバ・ナラントンガラグ | 3R終了 判定0-3                            | K-1 WORLD MAX 2005 〜世界一決定トーナメント開幕戦〜 【1回戦】            | 2005年5月4日   |
| ×    | 小比類巻貴之                 | 延長R終了 判定1-2                         | K-1 WORLD MAX 2005 〜日本代表決定トーナメント〜 【1回戦】                | 2005年2月23日  |
| ○    | サミール・ベルバーチ         | 3R終了 判定2-0                            | K-1 WORLD MAX 2004 〜世界王者対抗戦〜                                    | 2004年10月13日 |
| ×    | セルカン・イルマッツ         | 2R 1:33 KO（2ノックダウン：右ストレート） | K-1 WORLD MAX 2004 〜日本代表決定トーナメント〜 【1回戦】                | 2004年2月24日  |
| ○    | DAVID                        | 3R終了 判定3-0                            | K-1 WORLD MAX 2003 〜世界王者対抗戦〜                                    | 2003年11月18日 |
| ○    | ヴィアチェスラヴ・ネステロフ | 3R終了 判定3-0                            | K-1 WORLD MAX 2003 〜世界一決定トーナメント〜 【リザーブファイト】       | 2003年7月5日   |
| ×    | 武田幸三                     | 3R終了 判定0-3                            | K-1 WORLD MAX 2003 〜日本代表決定トーナメント〜 【準決勝】               | 2003年3月1日   |
| ○    | 小比類巻貴之                 | 3R終了 判定3-0                            | K-1 WORLD MAX 2003 〜日本代表決定トーナメント〜 【1回戦】                | 2003年3月1日   |
| ×    | 久保坂左近                   | 3R終了 判定1-2                            | K-1 WORLD MAX 2002 〜世界王者対抗戦〜                                    | 2002年10月11日 |
| ×    | 後藤龍治                     | 2R 2:49 KO（2ノックダウン：パンチ連打）   | K-1 WORLD MAX 2002 〜日本代表決定トーナメント〜 【1回戦】                | 2002年2月11日  |

### 総合格闘技
| 総合格闘技 戦績 | 総合格闘技 戦績 | 総合格闘技 戦績 | 総合格闘技 戦績 | 総合格闘技 戦績 | 総合格闘技 戦績 | 総合格闘技 戦績 |
| --------------- | --------------- | --------------- | --------------- | --------------- | --------------- | --------------- |
| 3 試合          | (T)KO           | 一本            | 判定            | その他          | 引き分け        | 無効試合        |
| 0 勝            | 0               | 0               | 0               | 0               | 0               | 0               |
| 3 敗            | 0               | 3               | 0               | 0               | 0               | 0               |

| 勝敗 | 対戦相手       | 試合結果                   | 大会名                                                                                                  | 開催年月日    |
| ×    | 所英男         | 1R 1:08 腕ひしぎ十字固め   | HERO'S 2007 開幕戦 〜名古屋初上陸〜                                                                     | 2007年3月12日 |
| ×    | ハニ・ヤヒーラ | 1R 1:08 チョークスリーパー | HERO'S 2006 ミドル&ライトヘビー級世界最強王者決定トーナメント準々決勝 【ミドル級トーナメント 準々決勝】 | 2006年8月5日  |
| ×    | 山本"KID"徳郁  | 2R 0:58 腕ひしぎ十字固め   | K-1 WORLD MAX 2004 〜世界一決定トーナメント決勝戦〜 【ミックスルール】                                  | 2004年7月7日  |

## 獲得タイトル
- 正道会館 第1回ウエイト制オープントーナメント全日本空手道選手権大会（軽量級）優勝（1999年）
- 正道会館 第2回ウエイト制オープントーナメント全日本空手道選手権大会（軽量級）優勝（2000年）
- 第12回全日本新空手道選手権大会（中量級=75kg以下級）優勝（2001年）

## 人物
- バイクや音楽を趣味とする。

### 戦績
- K-1 選手データ - ウェイバックマシン（2009年11月17日アーカイブ分）
- HERO'S 選手データ
- バウトレビュー 選手データ
- SHERDOG 選手データ